# 井本勇
井本 勇（いもと いさむ、1925年9月17日 - 2018年4月23日）は、日本の政治家。元佐賀県知事。佐賀清和学園元理事長。認定NPO法人地球市民の会元顧問
。

## 経歴・人物
1925年、佐賀県唐津市久里出身。旧制武雄中学校（現・佐賀県立武雄高等学校）を卒業後、1947年に佐賀県の地方事務所に採用された。経済部次長、総務部長などを経て1982年から副知事を2期務めた。自民党、民主党、公明党、社会党の推薦を受け、1991年から3期12年にわたって知事を務めた。在任中は吉野ヶ里遺跡の歴史公園整備や世界・焱の博覧会の開催、佐賀空港開港などを進めた。知事選では毎回30万票以上の得票を得て圧勝し、後継を指名せず2003年に引退。同年11月3日、旭日重光章を受章。
2018年4月23日死去。92歳没。叙正四位。

## 裁判

### 佐賀商工共済協同組合の粉飾決算を巡る訴訟
知事在任中に粉飾決算を行い破綻した佐賀商工共済協同組合の問題について、佐賀県は、井本には粉飾を把握しておきながら対策を講じなかった責任があるとして県が元組合員に対して支払った損害賠償を井本に対して求償していたが、井本は支払いを拒否する意向を明らかにしている。佐賀県は2008年6月開会の定例県議会に諮った上で井本に対する求償請求訴訟を2008年（平成20年）8月27日に佐賀地方裁判所に提起した。

### 裏金を巡る訴訟
1993年から1998年にかけて、佐賀県庁でコピー機の使用料をリース会社に水増し請求させることで裏金が作られたとして、市民グループが井本を相手取り訴訟を起こした。一審の佐賀地方裁判所は請求を認めたが、控訴審の福岡高等裁判所は、一審判決を破棄し請求を棄却した